# 扇叶毛茛
扇叶毛茛（学名：Ranunculus felixii）为毛茛科毛茛属下的一个种。

## 扩展阅读
- 維基物種上的相關：扇叶毛茛